# Langelurillus difficilis
Langelurillus difficilis là một loài nhện trong họ Salticidae.
Loài này thuộc chi Langelurillus. Langelurillus difficilis được Wanda Wesołowska & Anthony Russell-Smith miêu tả năm 2000.